# Filtre pinta

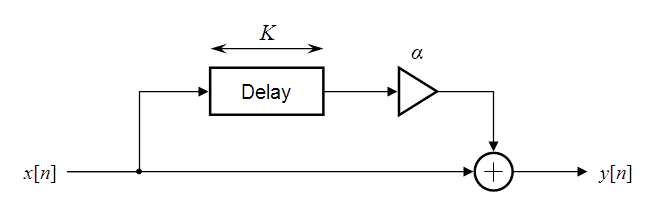
Estructura d'un filte pinta FIR o feedforward.

En processament de senyals, un filtre pinta es produeix en sumar a un senyal original una versió endarrerida en el temps del mateix senyal, causant així interferència constructiva i destructiva. La resposta en freqüència d'un filtre pinta consisteix en una sèrie de pics regularment espaiats, la figura s'assembla a la d'una pinta (comb, en anglès). Els filtres pinta es poden identificar d'acord amb el tipus de senyal sumat a l'entrant. Si només depèn dels valors previs l'entrant s'anomena filtre FIR (de Finite Impulse Response: resposta a impuls finita) o feedforward, i si depèn només dels valors previs del senyal sortint s'anomena feedback o filtre IIR (resposta a impuls infinita).
Es poden implementar en un domini temporal  discret o  continu.

## Aplicacions
Els filtres pinta són utilitzats en diferents aplicacions de processament de senyals. Algunes d'elles són:
- Filtres pinta integradors en cascada (en anglès Cascade Integrator-Comb -CIC-), comunament usats per aconseguir un efecte anti-àlies durant la interpolació i les operacions de delmat (dsp) que canvien la freqüència de mostreig d'un sistema en el temps discret.
- Filtres pinta en 2  dimensions i 3 dimensions són implementats en maquinari (i ocasionalment programari) per descodificadors de la norma televisiva NTSC. Els filtres treballen reduint  artefactes com el Dot crawl.
- Efectes d'àudio, incloent ressò i flanging. Per exemple, si el retard definit és d'uns pocs mil·lisegons, un filtre pinta pot ser usat per a modelar l'efecte d'una ona estacionària acústica dins d'una cavitat cilíndrica.